# Norrsånna lövskog
Norrsånna lövskog är ett naturreservat i Edshults socken i Eksjö kommun i Småland (Jönköpings län).
Reservatet omfattar 18 hektar och är skyddat sedan 2007. Området är beläget sydost om Eksjö vid sjön Mycklaflons norra strand och består av en gammal lövskogsbevuxen slåtteräng.

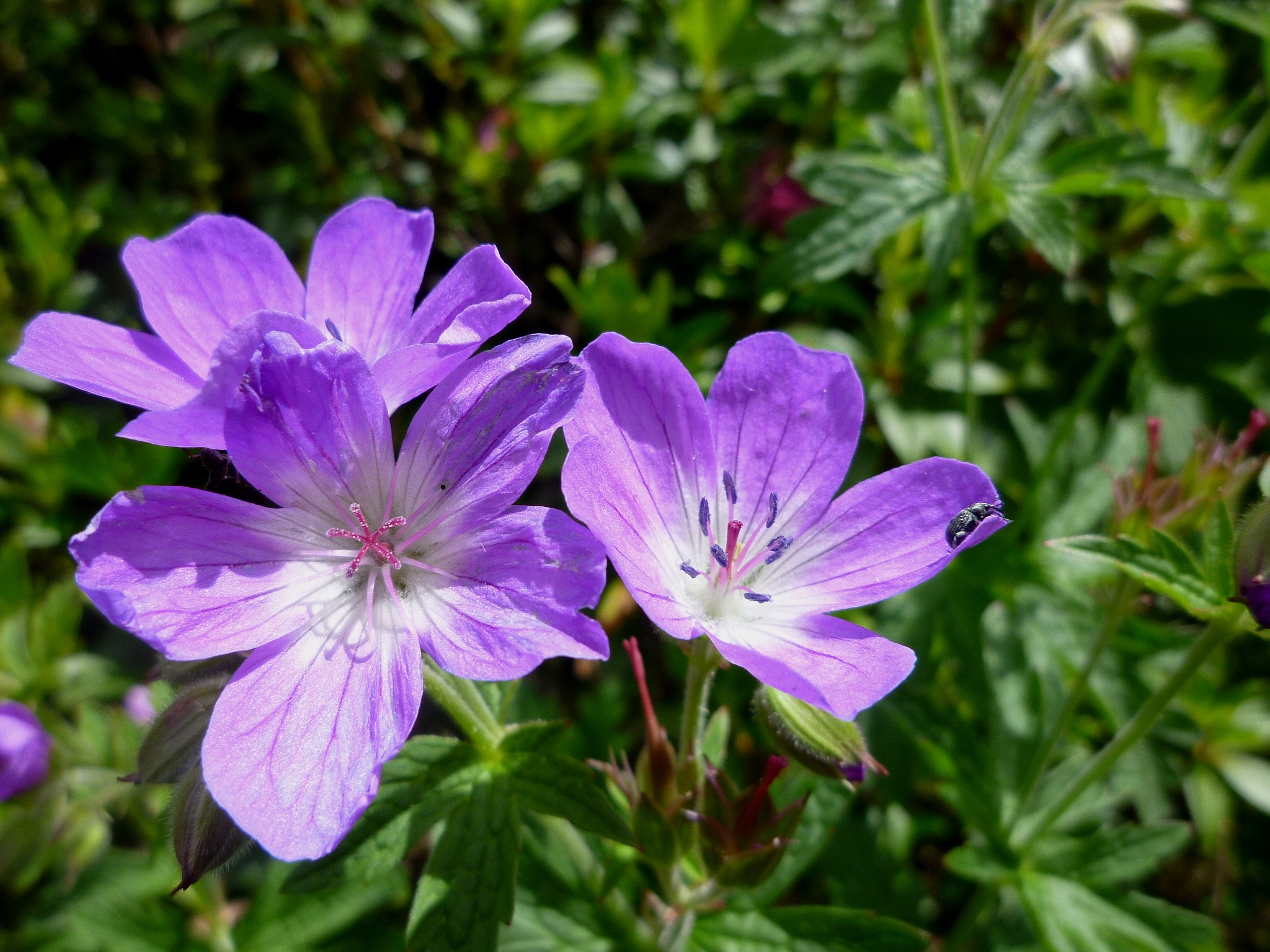
Midsommarblomster

Skogen består mest av ek, asp och björk. Floran är rik med bland annat blåsippa, vitsippa, blåklocka, liljekonvalj, ängskovall, gullviva, smörboll, humleblomster, midsommarblomster, tjärblomster, solvända och rödven. Naturreservatet betas årligen.